# Wybory parlamentarne na Malcie w 2008 roku
Wybory parlamentarne na Malcie w 2008 roku odbyły się 8 marca. Zwyciężyła w nich reprezentująca nurt chadecki Partia Narodowa.

## Kampania i przebieg wyborów
Przeprowadzone w 2008 roku wybory do maltańskiej Izby Reprezentantów były pierwszymi od czasu akcesji tego państwa do Unii Europejskiej. Uprawnionych do głosowania było ok. 250 tys. obywateli Malty. Głównymi rywalami były dominujące na scenie politycznej Partia Narodowa i Partia Pracy. W kampanii rządzący chrześcijańscy demokraci wskazywali na sukcesy w redukcji długu publicznego i zmniejszeniu deficytu. Laburzyści wskazywali natomiast na podnoszone wobec przedstawicieli władzy zarzuty korupcyjne.
Zwycięstwo chadecji spowodowało żywiołową reakcję jej zwolenników, którzy po ogłoszeniu wstępnych wyników tłumnie wylegli na ulice.

## Wyniki
|                                                    | Partia                      | Głosy   | Procent | Zmiana | Mandaty | Zmiana |
| -------------------------------------------------- | --------------------------- | ------- | ------- | ------ | ------- | ------ |
|                                                    | Partia Narodowa             | 143 468 | 49,34   | 2,5    | 35      | -      |
|                                                    | Partia Pracy                | 141 888 | 48,79   | 0,8    | 34      | 4      |
|                                                    | Alternatywa Demokratyczna   | 3 810   | 1,31    | 0,6    | 0       | -      |
|                                                    | Akcja Narodowa              | 1 461   | 0,5     | -      | 0       | -      |
|                                                    | Imperium Europa             | 84      | 0,03    | -      | 0       | -      |
|                                                    | Gozitan Party               | 37      | 0,01    | -      | 0       | -      |
|                                                    | Niezależni                  | 22      | 0,01    | -      | 0       | -      |
|                                                    | Alpha. Liberali Demokratiku | 21      | 0,01    | -      | 0       | -      |
|                                                    | Naprzód Malta               | 8       | 0,00    | -      | 0       | -      |
|                                                    | Razem                       | 290 799 | 100%    | -      | 69      | 4      |
|                                                    | Frekwencja                  | 93,3%   |         |        |         |        |
| Źródło: Department of Information - Malta - (ang.) |                             |         |         |        |         |        |